# Adoretus sucki
Adoretus sucki är en skalbaggsart som beskrevs av Ohaus 1914. Adoretus sucki ingår i släktet Adoretus och familjen Rutelidae. Inga underarter finns listade i Catalogue of Life.